# Miserabili - Io e Margaret Thatcher
Miserabili - Io e Margaret Thatcher è un monologo teatrale di Marco Paolini, affiancato per quanto riguarda musica e voci cantate dai Mercanti di Liquore.

## Trama
L'autore porta sulla scena le storie di diverse attività lavorative nel mondo della micro e della macrofinanza. Paolini va a tratteggiare il periodo d'oro di tale settore, ovvero i ruggenti anni '80, e il conseguente declino portato dalla crisi finanziaria. Particolari accenti sono portati sugli argomenti della precarizzazione del lavoro e il conseguente declino della qualità della vita dei lavoratori stessi, del dualismo divergente del thatcheranesimo da una parte e il contemporaneo nuovo modello di repubblica islamica proposto dall'Ayatollah Khomeini dall'altra, e dei meccanismi che fomentano la creazione di bolle finanziarie e la loro esplosione (pur non entrando mai in spiegazioni tecniche specialistiche).

## Rappresentazione
L'opera è stata trasmessa, per la prima volta in televisione, su LA7 dal porto di Taranto in diretta.